# Рамирес, Рамон
Рамо́н Рами́рес (исп. Jesús Ramón Ramírez Ceceña; 5 декабря 1969 в Тепике) — мексиканский футболист, полузащитник оборонительного плана сборной Мексики. Один из лучших мексиканских футболистов 1990-х годов.

## Биография
Рамон Рамирес начал профессиональную карьеру в клубе второго дивизиона «Корас» из родного города Тепик (известен также под названием «Депортиво Тепик») в конце 1980-х годов. Затем он перешёл в «Сантос Лагуну» из Торрехона, где и дебютировал в Высшем дивизионе чемпионата Мексики. В 1994 году помог своей команде дойти до финала чемпионата страны, но «Сантос Лагуна» уступила в финальном матче «Текосу» со счётом 2:1. После этого Рамон перешёл в стан одного из самых титулованных и популярных клубов Мексики, «Гвадалахары». В общей сложности он провёл за эту команду 6 сезонов, с перерывом в 1999—2001 годах, когда выступал за «Америку» и «Тигрес». Переход в «Америку» был очень болезненно воспринят болельщиками «Гвадалахары», поскольку столичный клуб является их самым принципиальным соперником. Именно в составе «Гвадалахары» Рамирес выиграл свой единственный в карьере титул чемпиона Мексики — летний турнир 1997 года. Последние два сезона Рамон Рамирес провёл в MLS, где играл за клуб, созданный болельщиками «Гвадалахары», и называющийся по прозвищу мексиканского «старшего брата» — «Чивас США». Там он был капитаном команды.
За сборную Мексики Рамон Рамирес дебютировал против сборной Венгрии 4 декабря 1991 года в товарищеской игре. Тогда Рамирес воспринимался в качестве одного из самых талантливых молодых футболистов страны и вызов в сборную был своего рода авансом. В сезоне 1991/92 игрок «Америки» Карлос Альберто Каррильо сломал Рамиресу малоберцовую и большеберцовую кости, что помешало полузащитнику выступить на Олимпийских играх в Барселоне. Регулярно за Мексику Рамирес стал играть с 1993 года и вплоть до 2000 года вызывался практически на все турниры, в которых мексиканцы принимали участие. Рамирес выиграл три Золотых Кубка КОНКАКАФ (в 1993, 1996, 1998 годах); стал победителем Кубка конфедераций в 1999 году (также играл на турнире 1997 года и на Кубке Короля Фахжа в 1995 году); принимал участие в трёх Кубках Америки (1993, 1995, 1999), причём в 1993 году сборная Мексики заняла второе, а в 1999 — третье место; был участником двух чемпионатов мира (1994, 1998), на которых мексиканцы доходили до стадии 1/8 финала.
Всего в 121 игре за сборную Рамон Рамирес забил 15 голов. В 2000 году Рамон Рамирес стал участником автомобильной аварии, в результате которой погибли 4 человека, в его адрес выдвигалось обвинение в непредумышленном убийстве. Во многом именно этот эпизод повлиял на довольно заметный спад в его карьере после 2000 года. Прощальный матч Рамона Рамиреса состоялся 26 мая 2007 года.

## Достижения
- Чемпион Мексики (1): 1997 (Лето)
- Вице-чемпион Мексики (3): 1993/94, 2001 (Зима), 2004 (Клаусура)
- Победитель Кубка конфедераций (1): 1999
- Чемпион Золотого кубка КОНКАКАФ (3): 1993, 1996, 1998
- Лучший полузащитник оборонительного плана чемпионата Мексики (2): 1996 (Зима), 1997 (Лето)